# Turanoceratops
Turanoceratops – rodzaj ceratopsa o niepewnej pozycji systematycznej. Został opisany w 1989 roku przez Nessowa, Kaznyszkinę i Czerepanowa w oparciu o fragment kości szczękowej oraz prawdopodobnie podstawę rogu i kość dziobową. Turanoceratops żył w późnej kredzie na terenie dzisiejszej Azji. Jego szczątki odnaleziono w datowanych na turon osadach formacji Bissekty w Uzbekistanie.
Turanoceratops został uznany za nomen dubium przez Dodsona i You w 2004. Dzięki nowym odkryciom Hans-Dieter Sues i Aleksander Awerianow stwierdzili w 2009, że Turanoceratops jest pierwszym znanym przedstawicielem rodziny Ceratopsidae spoza Ameryki Północnej – bardziej zaawansowanym niż współczesny mu Zuniceratops z formacji Moreno Hills. Andrew Farke i współpracownicy nie zgodzili się z wynikami badań Suesa i Awerianowa i uznali turanoceratopsa za takson siostrzany Ceratopsidae, ale nie ceratopsyda. Sues i Awerianow stwierdzili, że Farke i współpracownicy popełnili błąd w kodowaniu cech morfologicznych turanoceratopsa przy przeprowadzaniu analizy filogenetycznej i podtrzymali wynik swojego wcześniejszego badania.